# Binnenstad (stadsdeel Utrecht)

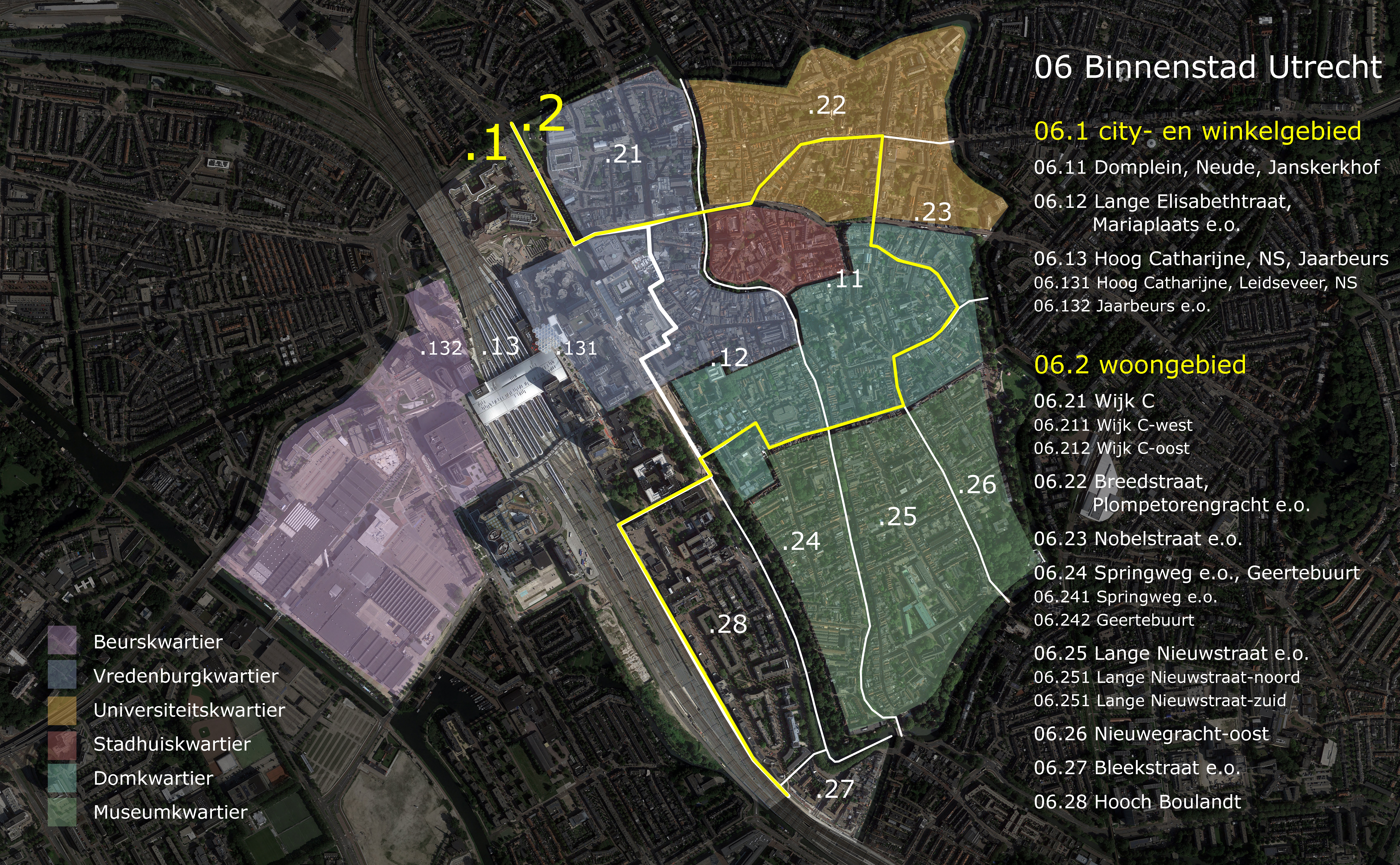
Indeling van de Utrechtse binnenstad in kwartieren, subwijken, buurten en subbuurten.

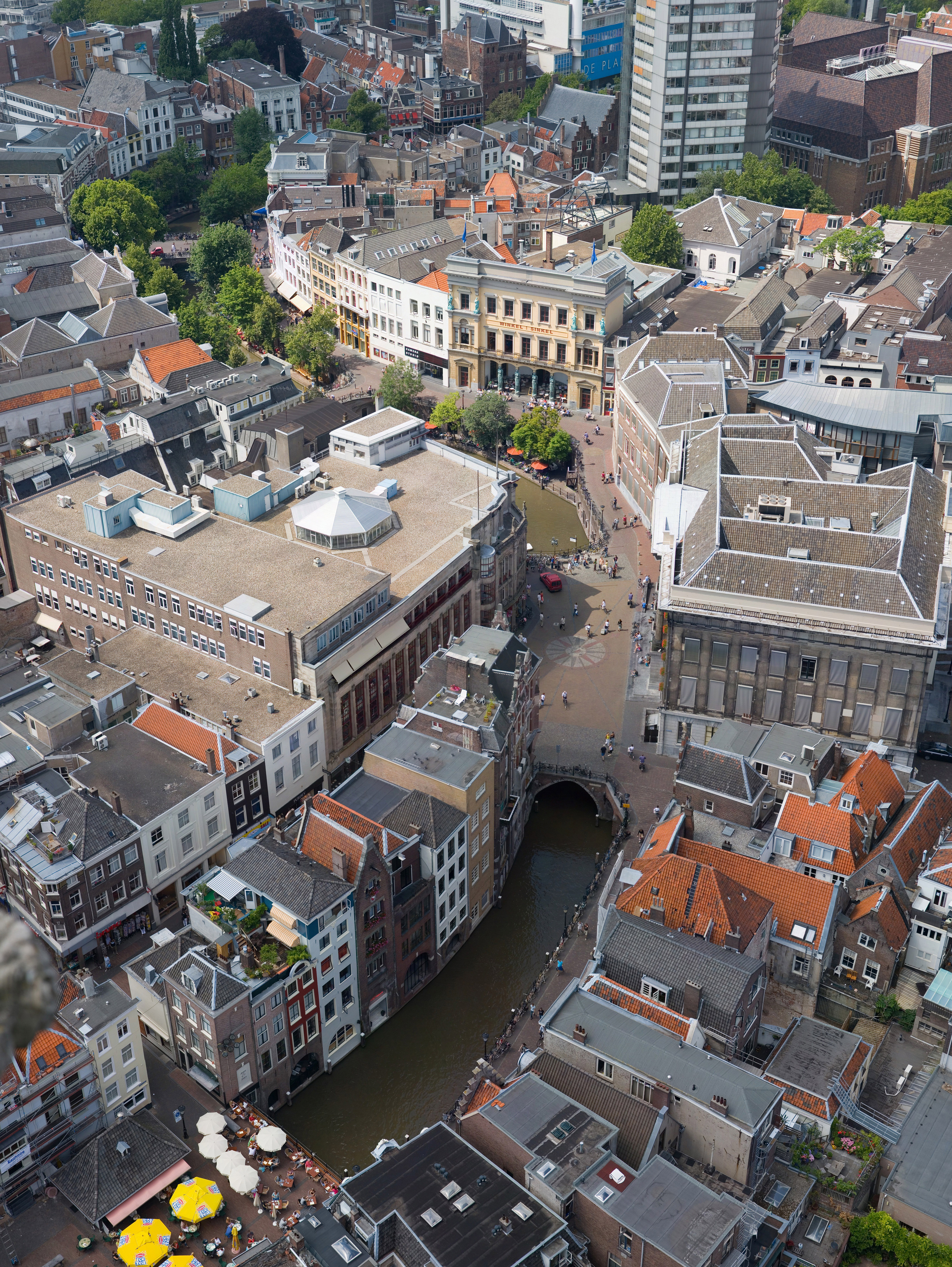
Utrechtse binnenstad, gezien vanaf de Domtoren

Binnenstad is een van de tien stadsdelen (volgens de gemeentelijke indeling: wijken) van de gemeente Utrecht. Het stadsdeel heeft 20.628 inwoners (2025). Naast de historische binnenstad, met talloze monumenten, liggen ook het Centraal Station en winkelcentrum Hoog Catharijne in het stadsdeel Binnenstad, alsmede de Jaarbeurs.

## Ligging
Binnenstad wordt begrensd door:
- de oostelijke uitgang van de Daalsetunnel en de Stadsbuitengracht in het noorden en oosten
- de Vaartsche Rijn, de Kruisvaart, de Asselijnstraat, een gedeelte van de Croeselaan en de Van Zijstweg in het zuiden
- het Merwedekanaal, de Graadt van Roggenweg, het zuidelijke deel van het Westplein, de westelijke ingang van de Leidseveertunnel en de spoorlijn Amsterdam - Elten in het westen.

De eigenlijk binnenstad omvat alleen de wijken en buurten gelegen binnen de Stadsbuitengracht.

## Wijken en buurten
Onder meer de volgende wijken en buurten maken deel uit van Binnenstad:
- Oude Binnenstad
- Stationsgebied
- Hooch Boulandt
- Vaartsebuurt
- Beurskwartier

### Gemeentelijke indeling
Volgens de gemeentelijke indeling bestaat Binnenstad uit de volgende subwijken en buurten:
- Binnenstad Woongebied
  - Wijk C
  - Breedstraat, Plompetorengracht en omgeving
  - Nobelstraat en omgeving
  - Nieuwegracht-Oost
  - Lange Nieuwstraat en omgeving
  - Springweg en omgeving, Geertebuurt
  - Hooch Boulandt
  - Bleekstraat en omgeving
- Binnenstad City- En Winkelgebied
  - Domplein, Neude, Janskerkhof
  - Lange Elisabethstraat, Mariaplaats en omgeving
  - Hoog Catharijne, NS, Jaarbeurs

### Indeling Centrummanagement Utrecht
Naast de gemeentelijke indeling is er nog de indeling van het Centrummanagement Utrecht, dat voornamelijk ondernemers vertegenwoordigt. Volgens de indeling van het Centrummanagement bestaat Binnenstad uit de volgende kwartieren:
- Stadhuiskwartier
- Domkwartier
- Museumkwartier
- Universiteitskwartier
- Vredenburgkwartier

## Geschiedenis

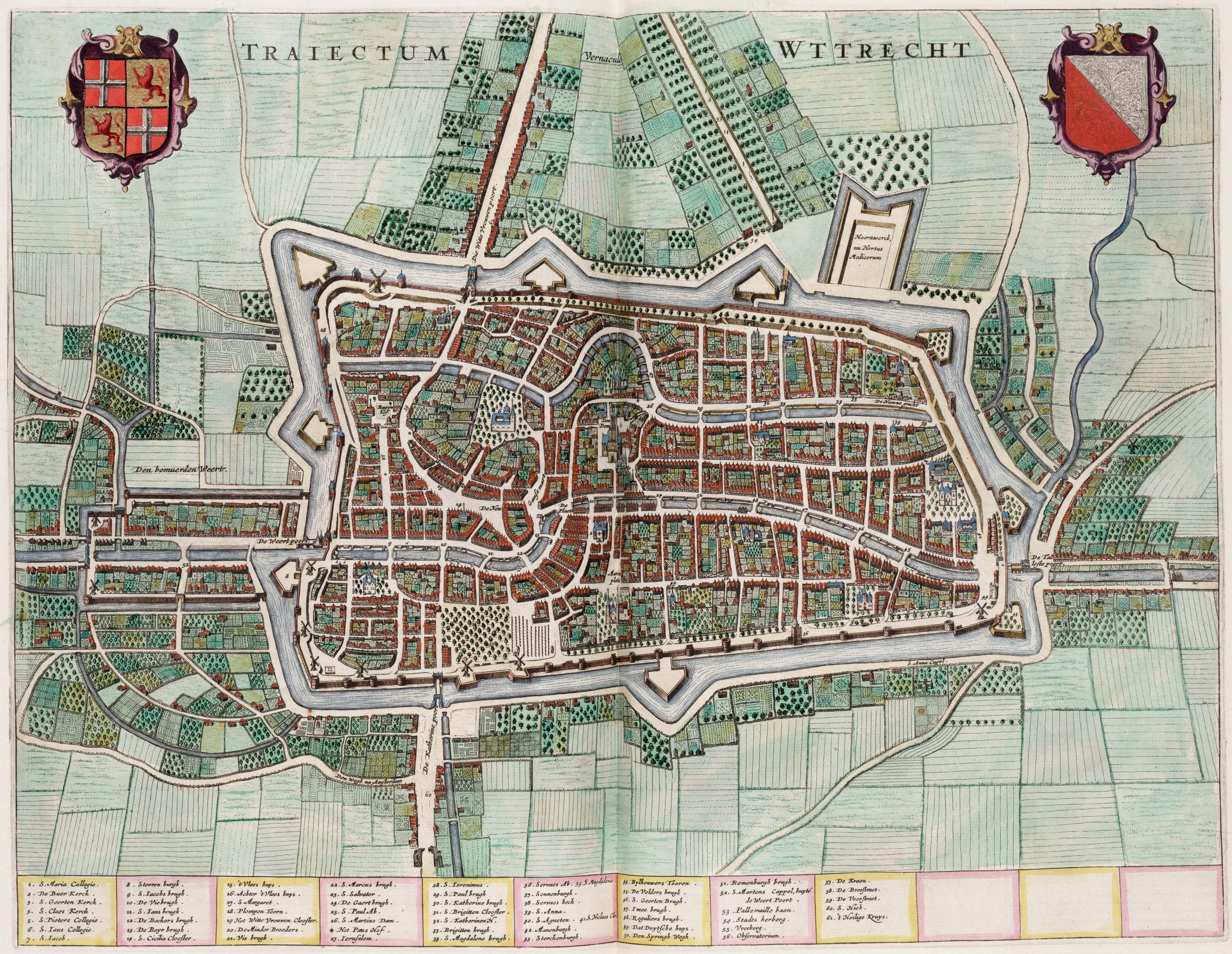
Utrecht in 1649: de stad bevindt zich dan qua bebouwing ruim 500 jaar vrijwel geheel binnen de stadswallen en -muren, en dat zou nog zo'n 200 jaar zo blijven. (Noot: het oosten ligt boven in deze kaart)

Het oude kerngebied van Utrecht lag vanaf omstreeks het jaar 50 rond het huidige Domplein. Militair, religieus, bestuurlijk en qua handel en ambachten concentreerden zich hier de diverse machten. In 1122 verkreeg Utrecht stadsrechten, waarop om een 132 hectare groot grondgebied een stadswal/stadsmuur met verdedigingsgracht is aangelegd. Pas in de 19e eeuw ontwikkelde de stad zich qua bebouwing grootschalig daarbuiten en zijn het merendeel van de verdedigingswerken gesloopt. Het huidige stadsdeel Binnenstad beslaat grotendeels het grondgebied binnen de voormalige stadsmuren en daarnaast aan de westzijde ervan het terrein tussen de oude binnenstad en het spoor, en het gebied rond het Centraal Station en de Jaarbeurs.

### Naoorlogse periode

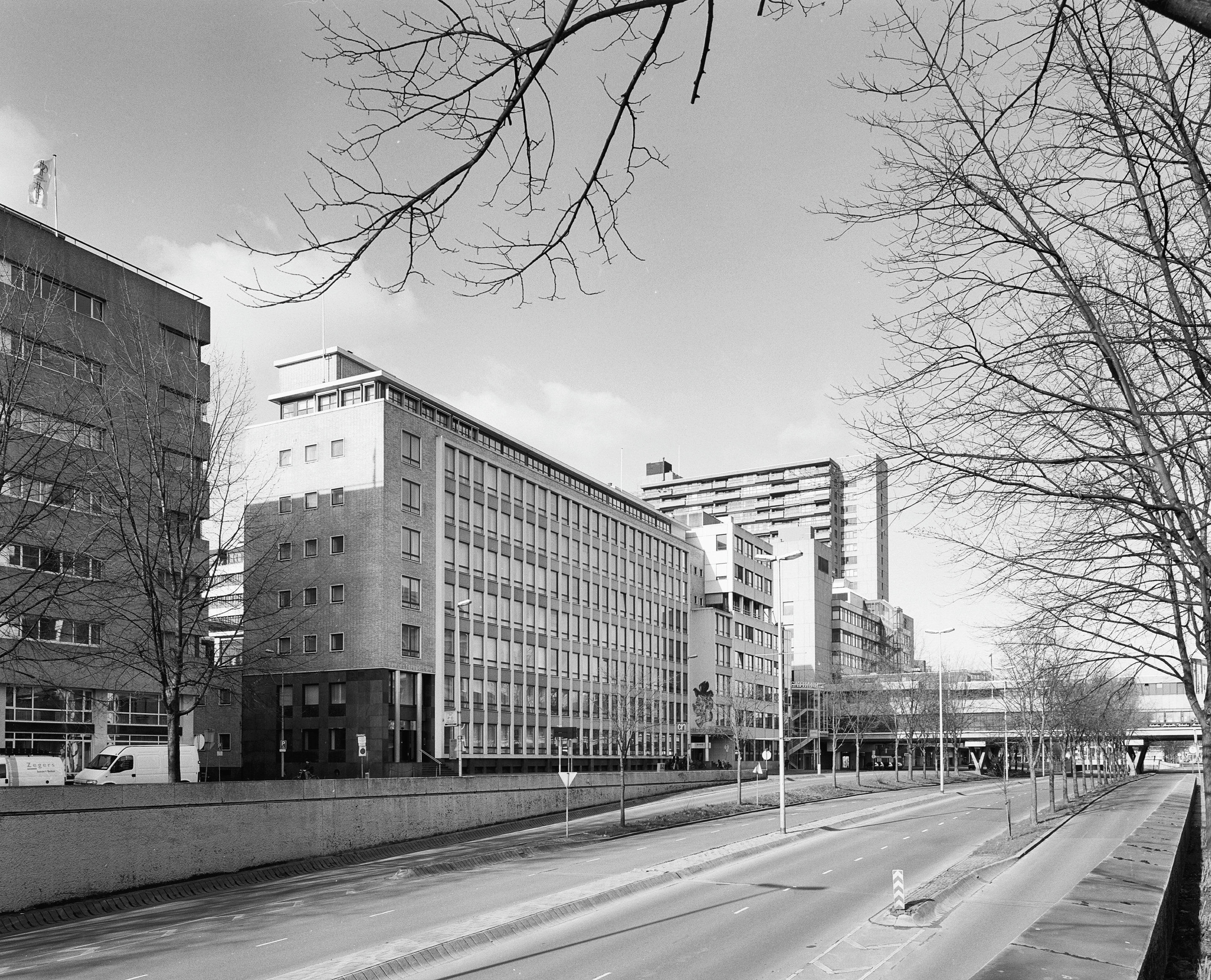
Catharijnesingel 47-48: Het voormalige kantoor van Van Gend & Loos en de Verzekeringsunie in 2002. Het gebouw uit 1963 is tussen 1972 en 1975 omringd door de bebouwing van Hoog Catharijne inclusief de Catharijnebaan. In 1987 is het kantoor op de plek van het gesloopte Domhotel uitgebreid (alleen twee nieuwe verdiepingen daarvan zijn zichtbaar)

In 1958 kwam de Duitse verkeerskundige Max Erich Feuchtinger, vanwege een in 1955 gedaan verzoek van de gemeente Utrecht, met een plan om de gehele Stadsbuitengracht te dempen. Daarbij wilde hij ook andere verkeerskundige doorbraken realiseren in de binnenstad, waaronder bij het Domplein. Zijn plannen zouden in gewijzigde vorm, en slechts voor een beperkt deel, uitgevoerd worden (rond het begin van de jaren 1970). 
Zie de paragraaf in het lemma Stadsbuitengracht#Gedeeltelijke demping voor meer informatie over dit onderwerp.
Begin jaren zestig werden vier verschillende kantoren gebouwd waarvan twee op prominente locaties in de stad. 
In 1960 werd een nieuw hoofdkantoor van de Steenkolen Handels Vereeniging (SHV) geopend aan de Catharijnesingel, die toen nog niet gedempt was daar.
Een jaar later werd de Neudeflat in 1961 bij de Neude in gebruik genomen en in 1962 voltooid. In 1962 werden de eerste berichten gepubliceerd over het Plan Hoog Catharijne. In 1962 werd het Secreratiaatsgebouw van de Jaarbeurs officieel geopend op het Vredenburg. (Dat gebouw zou later, na het vertrek van de Jaarbeurs van het Vredenburg in 1970, een onderdeel worden van Hoog Catharijne dat in 1973 zou worden geopend.) 
In 1963 werd het hoofdkantoor van Van Gend & Loos geopend aan de Catharijnesingel 47. In hetzelfde gebouw op nummer 48, zou ook De Verzekeringsunie kantoor houden. Zie de betreffende foto.

#### Voorbereidingen en start Plan Hoog Catharijne
In 1965 begonnen aan de Catharijnesingel ter hoogte van het Moreelsepark de eerste voorbereidingen voor het Plan Hoog Catharijne. Onder meer het oude gebouw van het Ziekenfonds werd gesloopt voor vervangende nieuwbouw, dat rond 1967 werd gebouwd, en begin februari 1968 zou worden geopend. In 1967 werd aan de andere kant van het spoor, aan de Croeselaan, ook de eerste steen gelegd voor het latere Beatrixgebouw van 1970. Rond maart 1968 was voor het Plan Hoog Catharijne op het Centraal Station bij elk van de drie perrons een kort stuk perronkap (uit de 19e eeuw) afgebroken voor de bouw van een traverse. In de periode 1968-1969 begon ook de spuikokeraanleg ter voorbereiding op de latere demping van de Catharijnesingel. Rond 1969 werd het gebied rondom het toen nieuwe Jaarbeursplein gebouwd, gevolgd door de gedeeltelijke singeldemping in de periode 1969-1971 waarbij werd begonnen bij het westelijke deel van de Weerdsingel aan het noordwestelijke deel van de Stadsbuitengracht. Aansluitend werd het hoofdcomplex van het toen nieuwe Hoog Catharijne gebouwd, waarbij na de officiële opening in 1973, nog tot 1980 werd gewerkt aan het hoofdcomplex en waarbij het Plan rond 1983 afgerond zou worden.

### Laat 20e eeuw (stationsgebied en omgeving)
Naast het 'Plan Hoog Catharijne' in de jaren 1970 en het herstructureringsproject daarvan (CU2030) in de jaren 2010, is het westelijk deel van de binnenstad in de tussenliggende periode veranderd door onder meer stationsuitbreidingen, inclusief de aanleg van de sneltram vanuit het stationsgebied naar Nieuwegein, en door de voortgaande bouw van kantoren. In de jaren 1980 ging het vooral nog om bouwprojecten die direct of indirect voortvloeiden uit het Plan Hoog Catharijne en uit andere plannen uit de jaren 1970 die in afstemming met het Plan Hoog Catharijne werden uitgevoerd, maar meestal wel in gewijzigde vorm. De ruimte voor die projecten kwam onder meer beschikbaar door de sloop van een deel van de 1e Daalsebuurt en van andere oude gebouwen, en door de voortgaande herinrichting van de ruimte tussen het goederenemplacement aan de zuidwestelijke zijde van het station en de Croeselaan (het gebied rond de Kruisvaart), waardoor er steeds meer ruimte vrijkwam voor kantoren. De ruimte voor de vernieuwing en uitbreiding na de periode 1990-1991 kwam vooral beschikbaar door de sloop van de Hojelkazerne tegenover het Jaarbeursplein en doordat het Academisch Ziekenhuis Utrecht naar het tegenwoordige Utrecht Science Park verhuisde waarbij ook tussen het spoor en het zuidelijke, nooit gedempte, deel van de Catharijnesingel veel ruimte beschikbaar kwam voor nieuwbouw. Opvallend is dat ook veel van deze bouwwerken, dus uit de periode van na de bouw van Hoog Catharijne, vanaf de jaren 2010 weer zijn gesloopt, aangepast of (soms) een andere bestemming hebben gekregen. Dit had meestal te maken met het grote stedenbouwkundige project CU2030 dat vanaf die tijd werd uitgevoerd.

#### Jaren 1980
Rond 1983 kwamen de laatste kantoordelen van het Plan Hoog Catharijne bij het Leidseveer en het Smakkelaarsveld gereed, waaronder de Smakkelaarsburcht. Ook de toen definitieve inrichting van het Smakkelaarsveld kwam rond die tijd gereed: (ook) dit betrof een gewijzigd ontwerp waarbij de geplande traverse tussen de Smakkelaarsburcht en de rest van Hoog Catharijne verviel, evenals een gepland gebouw midden op het Smakkelaarsveld. In dezelfde tijd, op 17 december 1983, werd ook de sneltram naar Nieuwegein in gebruik genomen die langs datzelfde Smakkelaarsveld gaat. Naast het toenmalige stadsbusstation werd een ruim bemeten sneltramhalte gebouwd en naast het toenmalige streekbusstation werd een kleinere tramhalte gebouwd. De sneltramaanleg kwam ook weer voort uit een planwijziging: in de jaren 1970 was het aanvankelijke plan om een spoorlijn naar Nieuwegein aan te leggen. (De sneltramlijn is in 2013 tijdelijk ingekort en in 2022 verlegd in het kader van CU2030 en de bouw van de Uithoflijn en de beschreven haltes bestaan niet meer.) 
Twee maanden eerder, in oktober 1983, werd aan de oostelijke zijde van de Daalsesingel, op het Paardenveld schuin tegenover het Smakkelaarsveld, het nieuwe hoofdbureau van de politie officieel geopend. Dit verving het oudere gebouw dat voorheen op dezelfde plek stond.
In 1984 is aan de westelijke kant van het spoor, aan de Croeselaan, het nieuwe hoofdkantoor van de Rabobank officieel geopend  (dit zou in 2011 weer uitgebreid worden tot het Bestuurscentrum van die bank). 
Aan de centrumzijde van het station, tegenover het toenmalige stadsbusstation, kwam rond mei 1986 een nieuw kop-perron voor Utrecht Centraal gereed. De NS had hier vooraf ruimte voor vrijgehouden.
Op deze plek was in 1976 een eenvoudige semi-permanente stationsfietstalling gebouwd, die na 8 jaar, vanwege de bouw van dat perron weer is gesloopt. Ter vervanging is onder het nieuwe perron een ondergrondse fietsenstalling gebouwd voor 3000 fietsen. (Deze ondergrondse stalling uit 1986 is in 2017 een groot OV-fietsen afgiftepunt geworden als onderdeel van de veel grotere fietsenstalling onder het Stationsplein dat in de periode 2017-2019 is geopend: zie ook de betreffende paragraaf in het lemma Station Utrecht Centraal. Het perron is in die tijd overdekt door de nieuwe bebouwing van dat Stationsplein.)
In 1987 werd aan de Lange Viestraat het winkelcentrum La Vie geopend waar een klein warenhuis van de Bijenkorf in gevestigd was. La Vie was onder meer gebouwd op de plek die leeg kwam te staan na de sloop van het voormalige V&D-gebouw: de V&D zelf was in 1973 al naar Hoog Catharijne verhuisd. De gemeente had met de Bijenkorf afgesproken om daar in de Lange Viestraat een vervangend warenhuis te bouwen zodat de historische binnenstad een nieuwe  publiekstrekker kreeg als tegenwicht voor het winkelcentrum Hoog Catharijne. (Rond 1999 is La Vie alsnog inwending grotendeels verbouwd tot een Bijenkorf, en in 2018 is het gebouw zowel uitwendig als inwending verbouwd tot een volledige en grotere Bijenkorf).
Vlak aan de westelijke zijde van het spoor werd bij de Leidseveertunnel in 1988 het Scandic Crown hotel geopend (sinds 1995 het Park Plaza hotel).
In 1989 is de sterk uitgebreide stationshal geopend, en werd in vergelijking met de hal uit 1973 (die toen gehandhaafd bleef) ongeveer drie keer zo groot, zie Geschiedenis van station Utrecht Centraal. Dit kan achteraf  beschouwd worden als de tweede fase van de stations-nieuwbouw uit het Plan Hoog Catharijne: de hal uit 1973 is toentertijd gebouwd als eerste fase maar de tweede fase is tijdens de verdere bouw van het Hoog Catharijne-complex (tot in het jaar 1984) niet meer gerealiseerd. Door de latere periode van bouw konden er voor deze hal uit 1989 constructief lichtere bouwmaterialen worden toegepast, en daardoor kreeg deze hal, ten opzichte van de hal uit 1973, veel meer lichtinval. De hal uit 1989 stond bekend om het 'blauwe bord'. (Het station is tussen 2011 en 2016 omgebouwd tot een zogenoemde OV-terminal waarbij de hallen uit 1973 en 1989 zijn gesloopt.)
In 1989 werd aan de Croeselaan ook de Generaal Knoopkazerne (een militair kantoor) geopend tussen het Beatrixgebouw en het hoofdkantoor van de Rabobank. Het Ministerie van Defensie wilde als compensatie voor de grondoverdracht van de te sluiten Hojelkazerne de middelen om het nieuwe militaire kantoor te bouwen. Zie ook de volgende paragraaf. (In 2018 was de Generaal Knoopkazerne uit 1989 omgebouwd tot algemeen Rijkskantoor).

#### Jaren 1990
In de periode 1990-1991 werden,  westelijk van de Daalsesingel, bij de oostelijke uitrit van de Daalsetunnel, de kantoren van de Daalse Kwint opgeverd die als een latere uitbreiding van het Plan Hoog Catharijne werden gezien maar niet meer als een uitwerking of aanpassing van dat Plan. Want de laatste fase uit dat Plan was in 1984 reeds afgerond. De ontwikkelingen in het stationsgebied gingen verder door andere bouwprojecten, die meer op zichzelf stonden.
Bij het toenmalige streekbusstation en bij de andere hoofdgebouwen van de Nederlandse Spoorwegen werd aan het spoor in 1990 het HGB IV (Hoofdgebouw 4) geopend. In de jaren 1990 is, na de verhuizing in 1989 van het Academisch Ziekenhuis Utrecht naar de toenmalige Uithof, het vrijgekomen terrein herontwikkeld met voornamelijk kantoren en appartementencomplexen, dit gebied ligt tussen het spoor en het  zuidelijke, nooit gedempte, deel van de Catharijnesingel. Op de zuidelijke punt van de te herontwikkelen buurt kwam in 1994 vlak bij de Bleekstraat de gemeentelijke dienst Burgerzaken waar (tot 2014) veel baliezaken werden afgehandeld. In het noordelijk deel van deze buurt, ten zuiden van De Inktpot, en vlak bij de toen vernieuwde en uitgebreide vestiging van de toenmalige Rechtbank Utrecht, kwam vanaf 1997 de Belastingdienst  (die rond 2020, of eerder, weer verhuisd is uit de Binnenstad). Een andere overheidsinstelling met een 'baliefunctie' in die vernieuwde wijk was de toenmalige dienst Studiefinanciering, een voorloper van de Dienst Uitvoering Onderwijs (DUO). 
Aan de andere zijde van het spoor verrezen aan de overzijde van het Jaarbeursplein op het terrein van de voormalige Hojelkazerne in diezelfde periode meerdere ook nieuwe kantoorgebouwen. En ook de Jaarbeurs breidde daar toen sterk uit. In 1994 werd op het voormalige kazerneterrein door de Jaarbeurs Utrecht ook de Prins van Oranjehal officieel geopend, de grootste hal van de Jaarbeurs destijds zonder tussenkolommen (in 2024 is deze hal gesloopt voor woningbouw).

##### Jaren 1990: (sociale) veiligheid
Vanaf medio jaren 1990 tot in de 21e eeuw zijn veel maatregelen genomen om het stationsgebied beter in te richten. Dit vanwege de sociale onveiligheid die mensen toen ervaarden in het stationsgebied en rond het toenmalige Hoog Catharijne. Ook was er kritiek op de monocultuur door de voortgaande bouw van kantoren. Door uiterlijke en fysieke verbeteringen aan de openbare ruimte moest het verblijf in het gebied aangenamer worden. Bebouwing (zoals de toegangen naar Hoog Catharijne) werd waar mogelijk meer transparant gemaakt. Door het openen van meer publieke voorzieningen kwam er meer sociale controle. 
Tussen 1992 en 1996 is de bouw van een nieuw perron en de verbreding van de sporenbundel ten noorden van Utrecht Centraal (aan zowel de oost- als aan de westzijde) plaatselijk aangegrepen tot het nemen van ingrijpende maatregelen in de openbare ruimte. Er is toen in het verlengde van de Van Sijpesteijnkade een nieuwe 'Van Sijpesteijntunnel' gebouwd die ten opzichte van de vorige veel overzichtelijker was en, omdat deze tunnel aansloot op het Smakkelaarsveld, veel aantrekkelijker was als fietsroute. Het fietspad aan het Smakkelaarsveld zou later, in de jaren 2010, uitgroeien tot het drukste fietspad van Nederland. Aan de westzijde van het spoor werd rond 1995 daar ook een stationsfietsenstalling gebouwd, en een (extra) toegang tot de Noordertunnel, zodat het station voortaan ook vanaf de Van Sijpesteijnkade te bereiken is (ook was de Noordertunnel door deze ingreep geen doodlopende tunnel meer). 
In 1997 werd naast het station, en bij het streekbusstation, de Katreinetoren voorzien van een nieuwe glazen gevel  die de betonnen brutalistische gevel uit de jaren 1970 verving. De buitenzijde van Hoog Catharijne kreeg bij het toenmalige streekbusstation ook gekleurde gevels, het winkelcentrum had vlak daarvoor, rond 1995, inwendig al een grote facelift gekregen. 
Ook het Jaarbeursplein kreeg medio jaren 1990 vanwege dezelfde facelift van Hoog Catharijne een nieuwe entree en de gemeente zorde door onder meer de herinrichting van het plein en het verwijderen van rijbanen voor meer veiligheid. Een paar jaar later werd in 1999 het Beatrix Theater geopend op het Jaarbeursplein met als gevolg dat er ook in de stillere avonduren meer publiek was en daarmee meer sociale controle: het Jaarbeursplein-gebied had voor CU2030 namelijk nog geen woonfunctie. 
Rond 1997 werd de Lange Viestraat als testproject voor de toekomstige Binnenstadsas  alvast omgebouwd tot HOV-busbaan. Vlak voor de werkzaamheden begonnen is de straat per november 1996, in samenhang met dat plan, permanent autovrij en verkeersveiliger gemaakt.
In 1999 werd ook de Adama van Scheltemabaan opgeleverd: een busbaan tussen het Centraal Station en de Bleekstraat die lag tussen het spoor en de nieuwe kantoren van de wijk waar het Academisch Ziekenhuis had gezeten. De meeste bussen hoefden daardoor niet meer over de Catharijnesingel te rijden (na 2016 werd de Adama van Scheltemabaan omgebouwd tot trambaan voor de Uithoflijn die in 2019 is geopend. De Dichtersbaan uit 2016, een busbaan die Adama van Scheltemabaan deels vervangt, is aan de andere zijde van het spoor geopend).

### Geschiedenis begin 21e eeuw (stationsgebied en omgeving)
Het beleid uit de jaren 1990 om het gebied (sociaal) veiliger te maken werd in de jaren 2000 voortgezet. In het jaar 2000 kwam er net buiten het stationsgebied en de binnenstad, aan de achterzijde van de Jaarbeurs, een tijdelijk casino. Dit zorgde ook in de stille avonduren voor 'aanloop' in het Jaarbeursplein-gebied. (In 2021 is het casino verhuisd uit het centrum.) Vanaf het jaar 2000 werd in de binnenstad de busbaan naar de Uithof (Binnenstadsas) aangelegd, in 2001 werd het hele traject officieel geopend. Vooral in de binnenstad werden de straten op dat traject daarmee (deels) autovrij gemaakt. In 2001 en 2002 kwam het water in twee bouwstappen weer terug in het westelijke deel van Weerdsingel, die naar aanleiding van het Plan Hoog Catharijne en andere plannen uit die tijd, gedempt was. De opgedane ervaring zou later, bij het project CU2030, gebruikt worden voor het 'ontdempen' van de Catharijnesingel, zie Stadsbuitengracht. In 2004 kregen het stadsbusstation en het streekbusstation een facelift zodat de busstations tijdens de grote verbouwing van CU2030 (daar vanaf 2009-2011), maar ook in de voorafgaande jaren, geen verwaarloosde indruk zouden wekken maar juist sociaal veiliger waren. Zie daarvoor ook de betreffende paragraaf in het lemma: Geschiedenis van Utrecht Centraal. (Deze busstations zijn in de jaren 2010 zoals voorzien gesloten.) Utrecht kreeg twee prijzen voor het veiliger maken van het stationsgebied in het begin van de 21e eeuw. 

#### Voorbereidingen en start CU2030

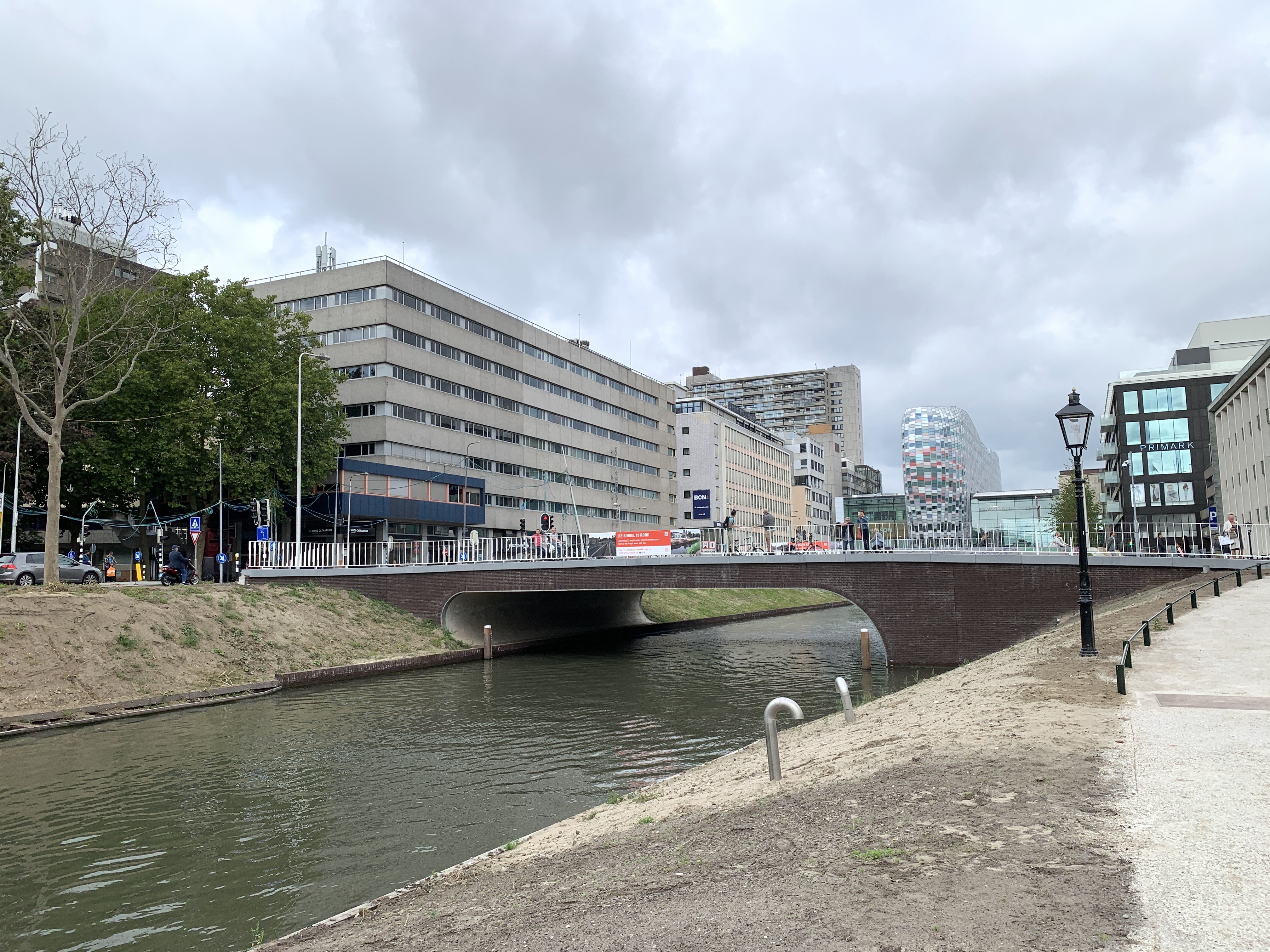
Een van de belangrijkste doelen van CU2030 was het herstel van de Catharijnesingel. Zie ook de voorgaande foto met deels dezelfde gebouwen die van een meer noordelijker positie is genomen.

Vanaf 2007 begon de gemeente rondom het in dat jaar gesloten Muziekcentrum Vredenburg de voorbereidingen voor het veelomvattende project CU2030. De bebouwing rond het Muziekcentrum (een vijver en een openlucht-fietsenstalling in een kuil) werden gesloopt en het Muziekcentrum zelf deels ook. De eigenaar van het winkelcentrum Hoog Catharijne kon daardoor vanaf 2009 naast het Muziekcentrum met de bouw van De Vredenburg beginnen en startte daarmee het project Nieuw Hoog Catharijne, een onderdeel van CU2030. ProRail gaf de Noordertunnel rond 2009 een facelift, in voorbereiding op de grote stationsverbouwing vanaf 2011. In 2011 startte de gemeente ook de bouw van het Stadskantoor. In 2020, met de heropening van de Catharijnesingel, waren de belangrijkste onderdelen van dit grote stedenbouwkundige project uitgevoerd.

## Openbaar vervoer
Het Centraal Station van Utrecht ligt in Binnenstad. Dit is het centrale knooppunt van de spoorwegen en het grootste treinstation van Nederland. Vanuit het Centraal Station vertrekken ook de lijnen van de Utrechtse sneltram richting Nieuwegein en IJsselstein en die naar De Uithof. Het Centraal Station is tevens het knooppunt van de lokale en regionale buslijnen. De Binnenstadsas, een HOV-baan, loopt vanaf het Centraal Station dwars door de oude binnenstad richting De Uithof.

### Stations
- Utrecht Centraal
- Utrecht Vaartsche Rijn

## Bezienswaardigheden
Binnenstad is het stadsdeel met veruit de meeste rijksmonumenten in Utrecht. De meeste daarvan liggen in de oude binnenstad. Het grootste gedeelte van de oude binnenstad is bovendien een van rijkswege beschermd stadsgezicht: het beschermd stadsgezicht Utrecht.
In Binnenstad vindt je onder meer de volgende bezienswaardigheden:
- Dom van Utrecht
- Middeleeuws grachtenstelsel met werven en werfkelders
- Centraal Museum
- Nijntje Museum
- Museum Speelklok
- Zocherpark